# Lettner

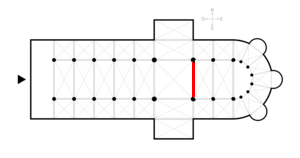
Lage des Lettners im Grundriss einer Kirche

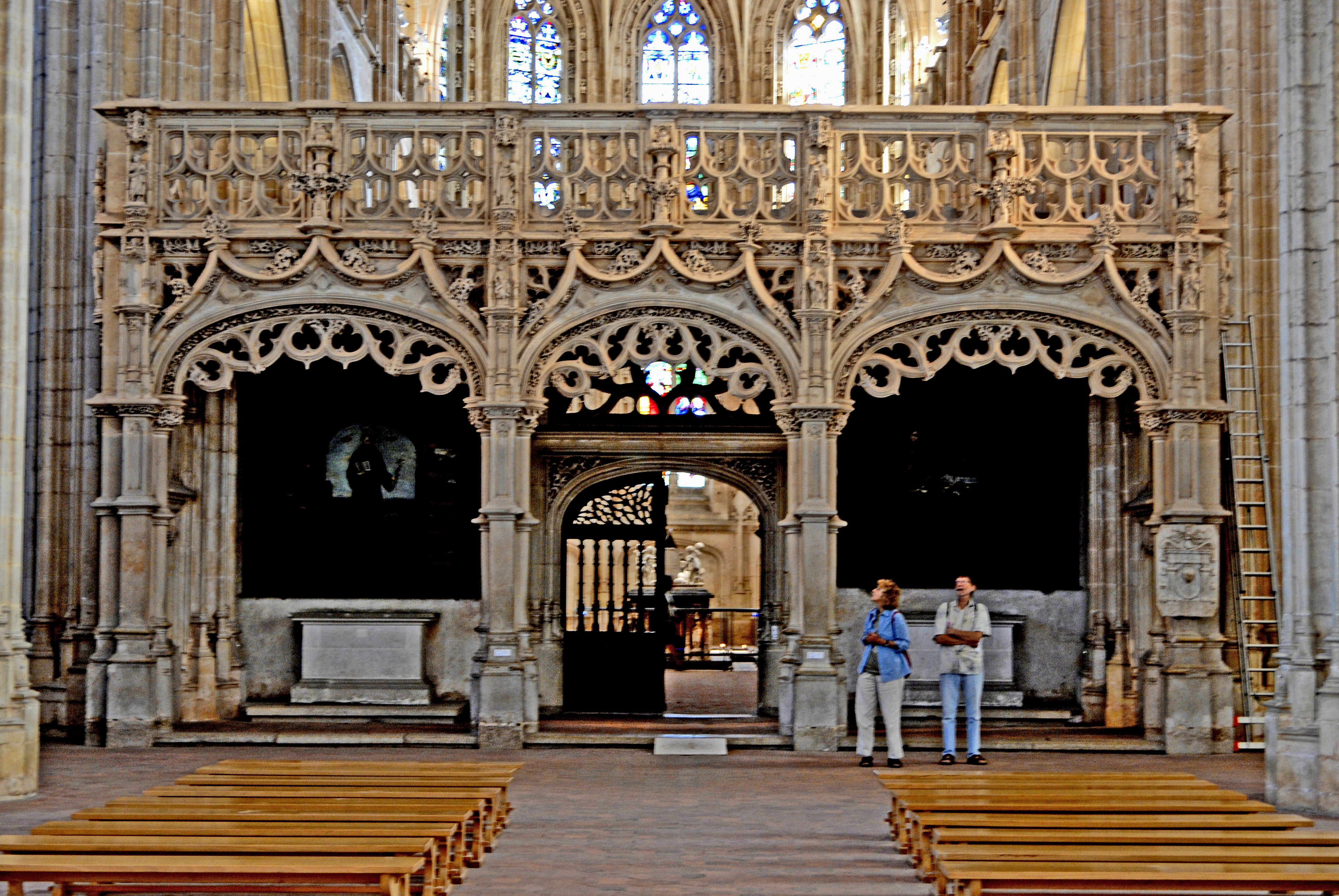
Kloster Brou, steinerner Lettner

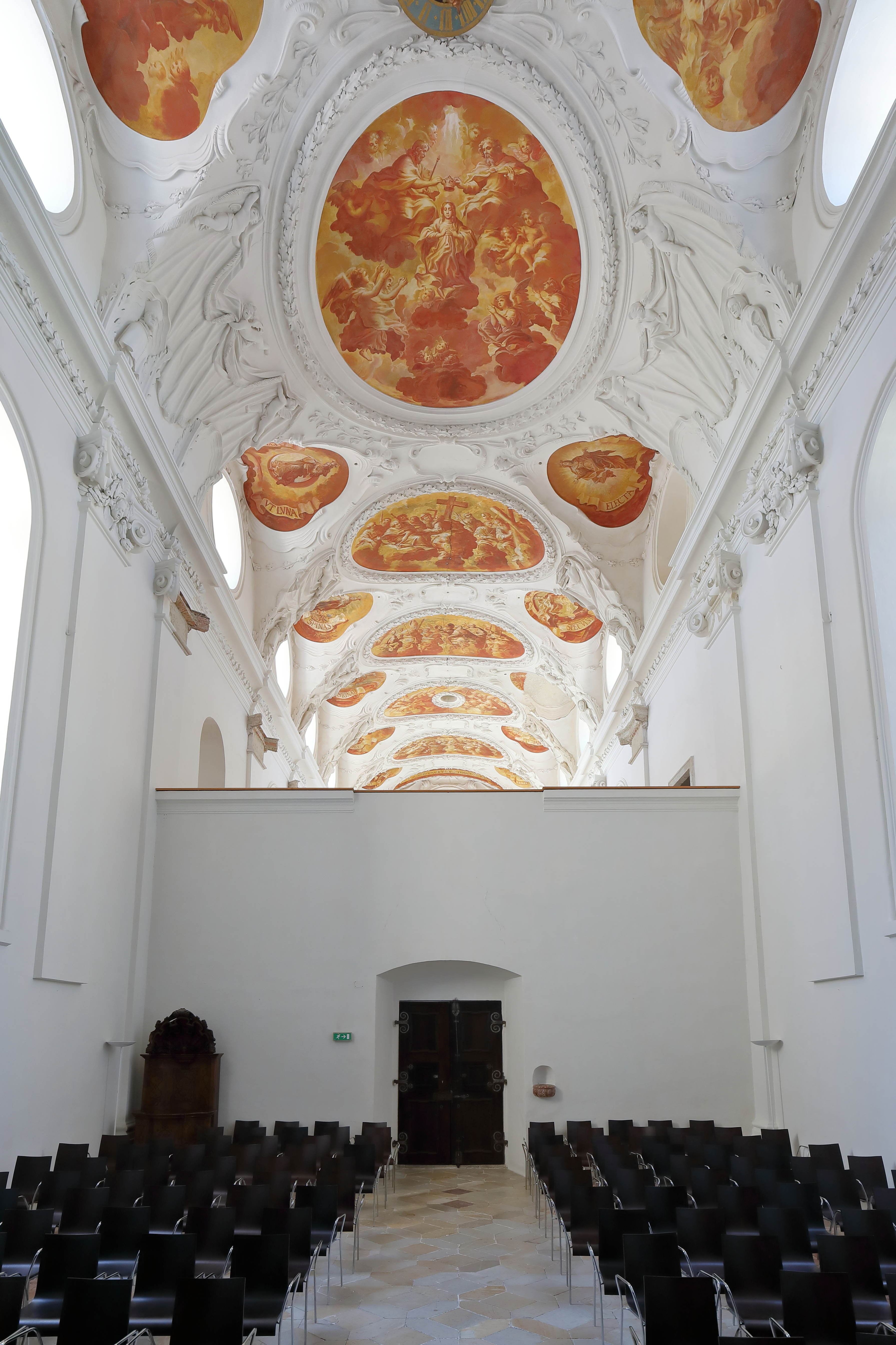
Klosterkirche Mauerbach: querender Kreuzgang als Lettner

Der Lettner (von lateinisch lectorium ‚Lesepult‘, auch lect(o)rinum, lectricum), auch Doxale genannt, ist eine steinerne oder hölzerne, mannshohe bis fast raumhohe Schranke, die vor allem in Domen, Kloster- und Stiftskirchen den Raum für das Priester- oder Mönchskollegium vom übrigen Kirchenraum, der für die Laien bestimmt war, abtrennte. In Abteikirchen diente der Lettner zur Trennung der Priestermönche und der Laienmönche (Konversen). Er ist
eine Weiterentwicklung der älteren Altar- oder Chorschranken, unterscheidet sich baulich von diesen durch seine Begehbarkeit und brückenartige Form, funktional durch seine Kanzelfunktion. Lettner entwickelten sich in der Spätromanik, hatten eine Blütezeit in der Gotik und wurden dann in ihrer Rolle als Lectorium allmählich von der Kanzel ersetzt.
Vor dem Lettner stand der Kreuzaltar. Entsprechend diente der oft reiche Figurenschmuck des Lettners häufig der Verbildlichung der Passion Christi. Hinter dem Lettner und den seitlichen Chorschranken war der Raum für den Klerus mit Chorgestühl, Bischofs- oder Abtssitz sowie dem Hauptaltar, der in der Regel seinen Platz an der Stirn der Apsis hatte.

## Funktion

### Katholizismus
Liturgiegeschichtlich spielten für das Entstehen von Lettnern zwei Motive eine Rolle:
- die Aufteilung der christlichen Gemeinde in Geistliche und Laien
- die Trennung von Weltkirche und klösterlicher Kirche.

Vom Lettner wurden liturgische Texte verlesen, die Predigt gehalten, und er konnte dem Chor als Sängerkanzel dienen.
Mit dem im 10. Jahrhundert entstehenden Brauch der Osterspiele, die in der Karwoche im Kirchenraum aufgeführt wurden, sowie der allgemeinen Ausbreitung der Mysterienspiele wurde der Lettner zunehmend in die Dramaturgie der Stücke einbezogen. Die rechte und die linke Öffnung wurden zum Paradiestor, bzw. zum Höllentor, auf dem Lettner wurde der Chor platziert, der dort als Engelschor des Paradieses auftrat.
Seit dem 13. Jahrhundert verlagerte sich die Predigt auf den hölzernen Predigtstuhl oder die steinerne Kanzel im Gläubigenraum, der Chor fand seinen Platz auf der Empore. Mit der Tridentinischen Liturgiereform in der Folge der Reformation verlor der Lettner in der katholischen Kirche vollends seine Funktion. Der Haupt- oder Hochaltar einer Kirche, der vorher üblicherweise an der Stirnseite der Apsis stand, und der vor dem Lettner befindliche Kreuzaltar für die Laien wurden zum Hauptaltar vereinigt. Der neue Hochaltar wurde durch die ständige Anwesenheit des Allerheiligsten im Tabernakel aufgewertet, entsprechend verlor auch das Sakramentshaus, Vorgänger des Tabernakels, in der Liturgie seine Bedeutung. Lettner wurden überflüssig und entfernt. Von dem reichen Skulpturenschmuck vor allem gotischer Lettner blieben nur wenige Reste in Museen erhalten. In der Propsteikirche auf dem Remigiusberg (Pfalz) wurde der Lettner versetzt und übernahm die Funktion einer Orgelempore.
In Frankreich fielen die meisten Lettner den Wirren der Hugenottenkriege im späten 16. und frühen 18. Jahrhundert zum Opfer, als viele Kirchen zerstört und Steine und Schmuckelemente als Baumaterial weiter verwendet wurden. In der ehemaligen Abteikirche Notre Dame in Saint-Seine-l’Abbaye (Burgund) wurde vermeintlich der gotische Lettner an die Wand der Apsis versetzt. Hierbei handelt es sich jedoch vielmehr wohl um eine zeitgleiche Abschrankung des Chorjochs mit dem Matutinaltar.
In England haben sich zahlreiche Beispiele von Lettnern, namentlich in ihrer Funktion als Standort der Orgel, erhalten (Lincoln Cathedral, York Minster, King’s College Chapel (Cambridge)).
In Deutschland blieb vor allem in protestantischen Kirchen eine Reihe von Lettnern erhalten, die dort unterschiedliche Aufgaben übernahmen. Zunächst dienten sie dem Prediger als geeigneter Platz für die Predigt, bis sich die Predigtkanzel allgemein durchsetzte. Gelegentlich wurde dort die Orgel, die ihren Siegeszug als Hauptinstrument der Kirchenmusik fortsetzte, installiert, und noch heute dient der Lettner gelegentlich als Bühne für den Chor.
In Ostfriesland wurden im Laufe des 15. Jahrhunderts in zahlreichen Dorfkirchen dreibogige, brückenförmige Bauwerke eingebaut. 5 von 26 dokumentierten Lettnern sind erhalten. Außerhalb des nordwestdeutschen Küstenraums konnten in nur drei deutschen Dorfkirchen Lettner nachgewiesen werden. Obwohl sie wie Lettner aussehen, handelt es sich hier nicht um Chorschranken, sondern um reine Lettnerziborien. Die beiden äußeren Bögen waren nach hinten zum Chor hin zugemauert und boten Platz für einen oder zwei Seitenaltäre. Die ostfriesischen Rechteckchöre oder nur wenig eingezogenen Apsiden boten keinen Stellplatz für Seitenaltäre. Durch den offenen mittleren Bogen war der Blick auf den Hauptaltar frei. Nach der Reformation wurden auf die Lettner Orgeln gestellt, wo sie von allen Seiten belüftet und für die Gemeinde gut zu sehen waren. In den Kirchen von Holtrop, Nesse, Buttforde, Cleverns und Schortens sind solche Lettner erhalten.

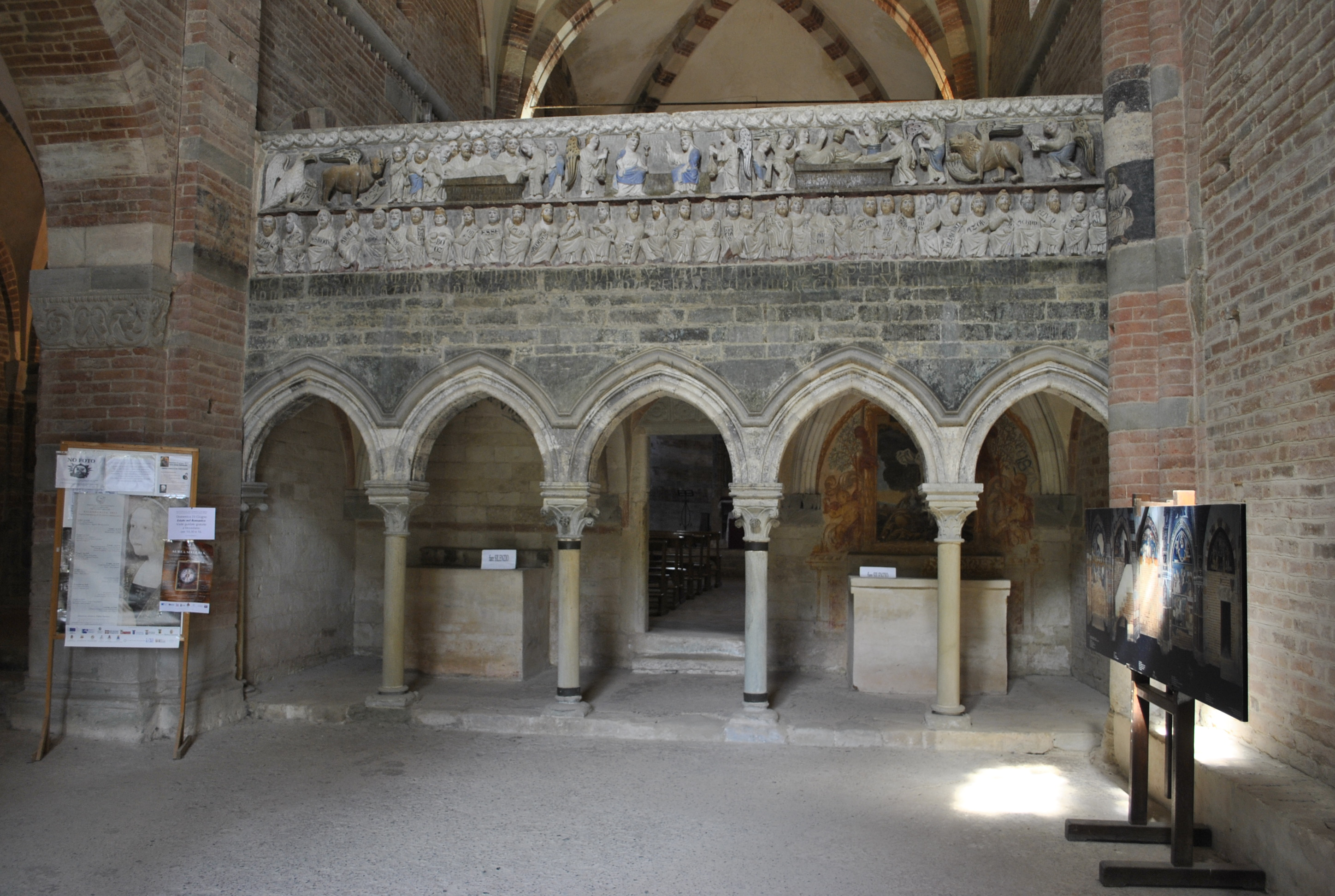
Der älteste italienische Lettner in Vezzolano, um 1189
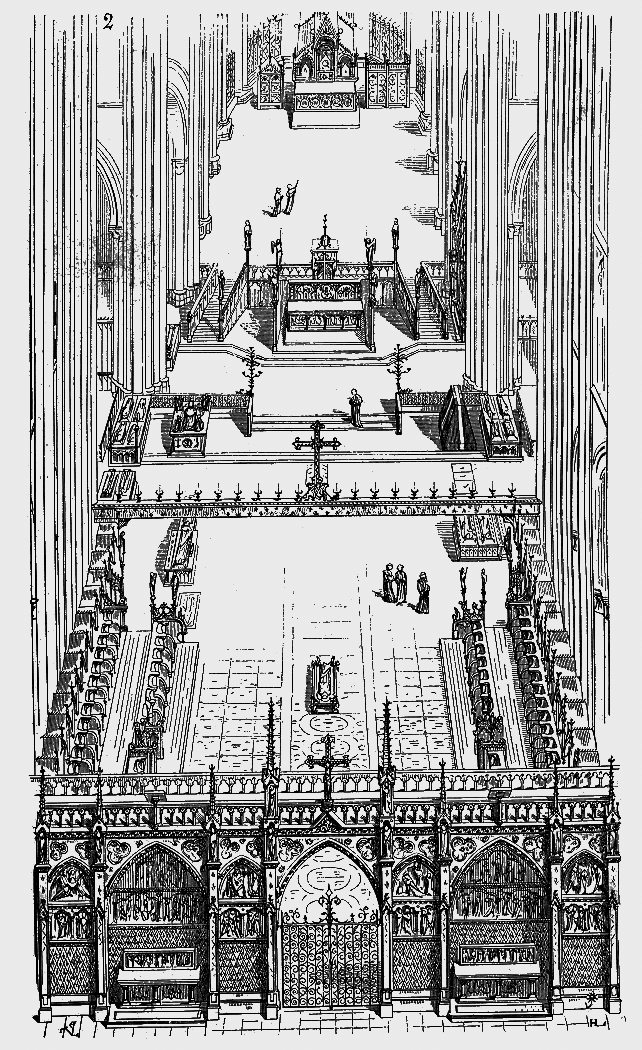
Viollet-le-Duc-Chor der Abtei Saint Denis in Paris mit Lettner, Chorgestühl und Hochaltar
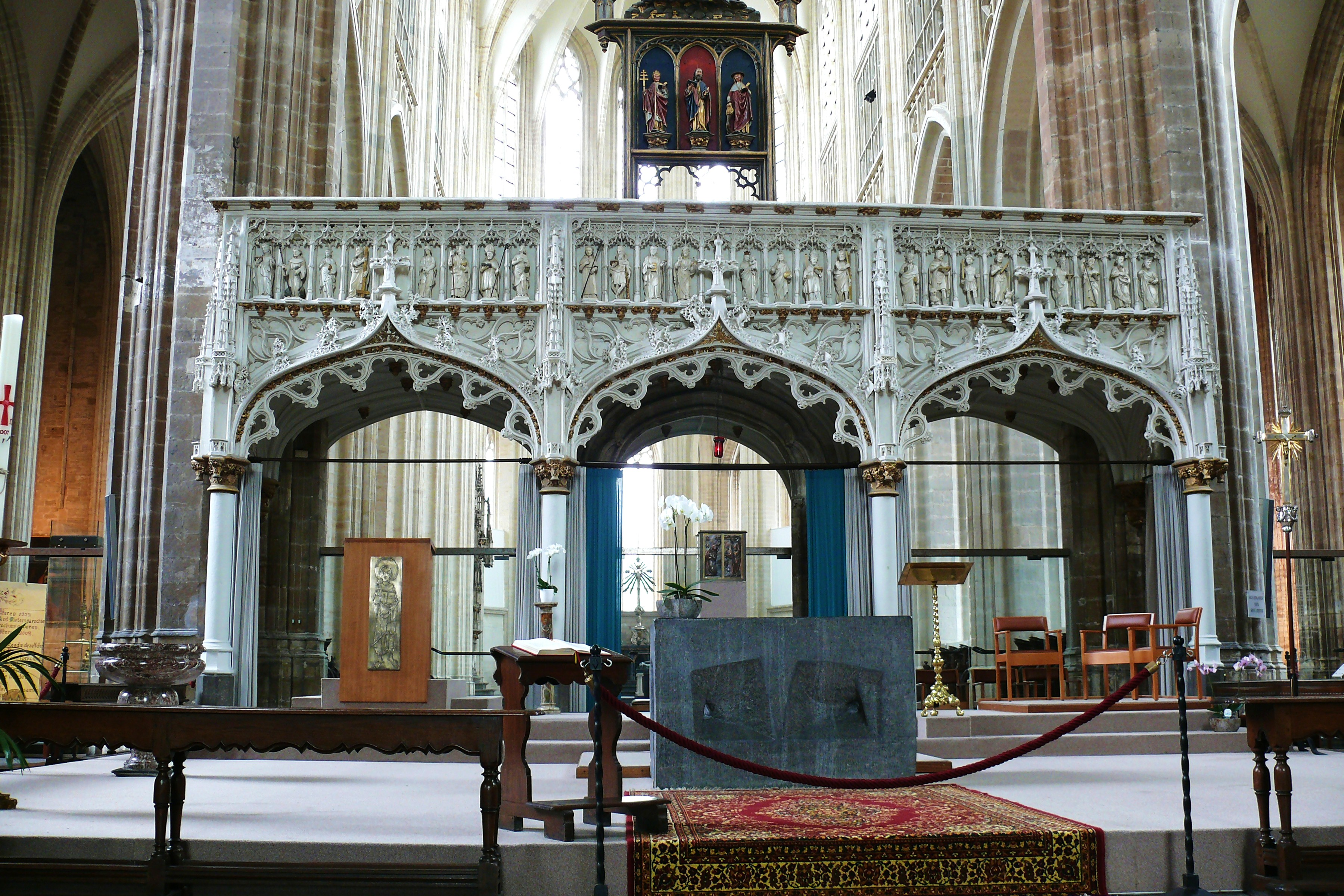
Gotischer Lettner in der Sint Pieterskerk von Löwen (Belgien)
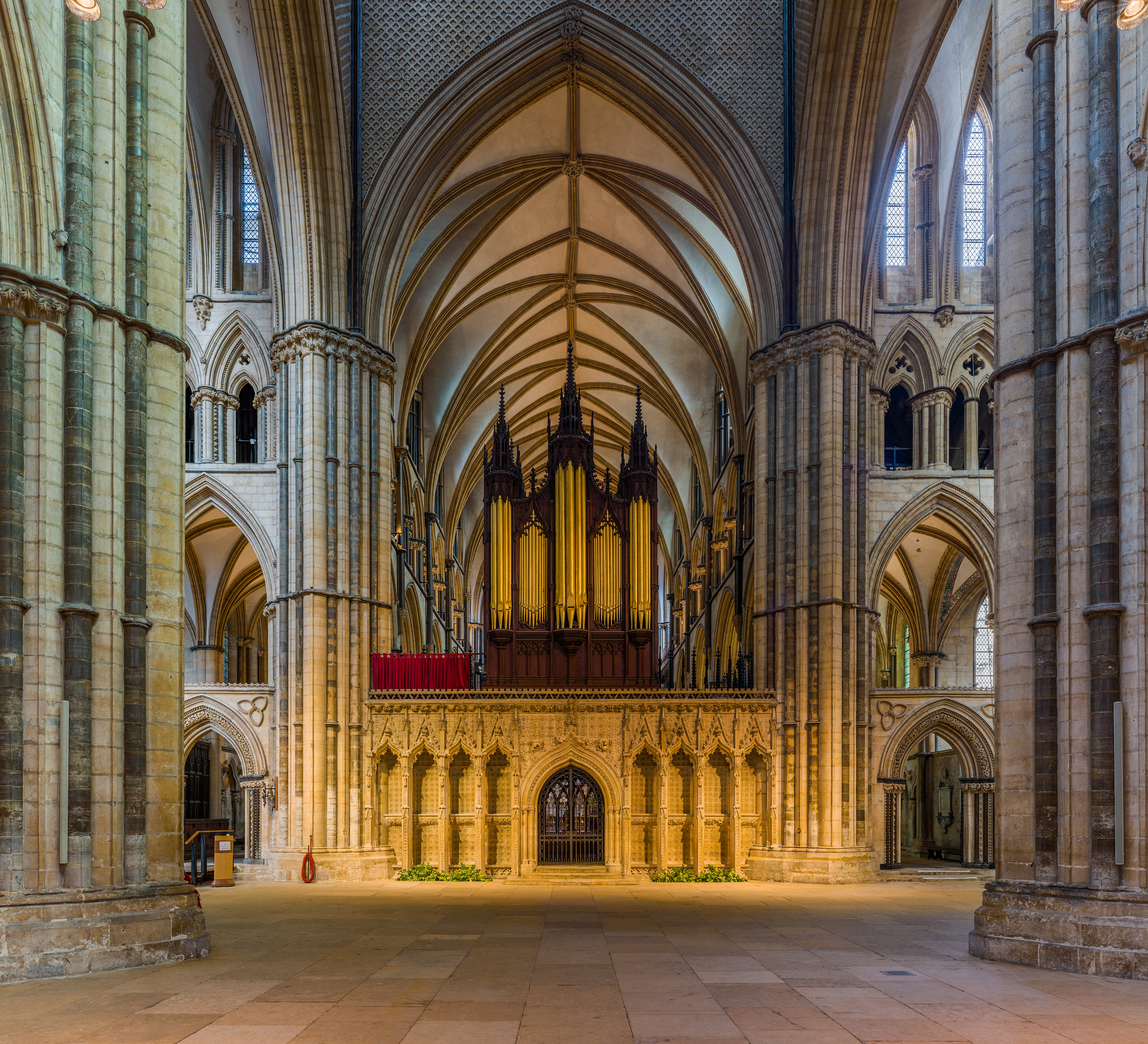
Lincoln Cathedral, Lettner
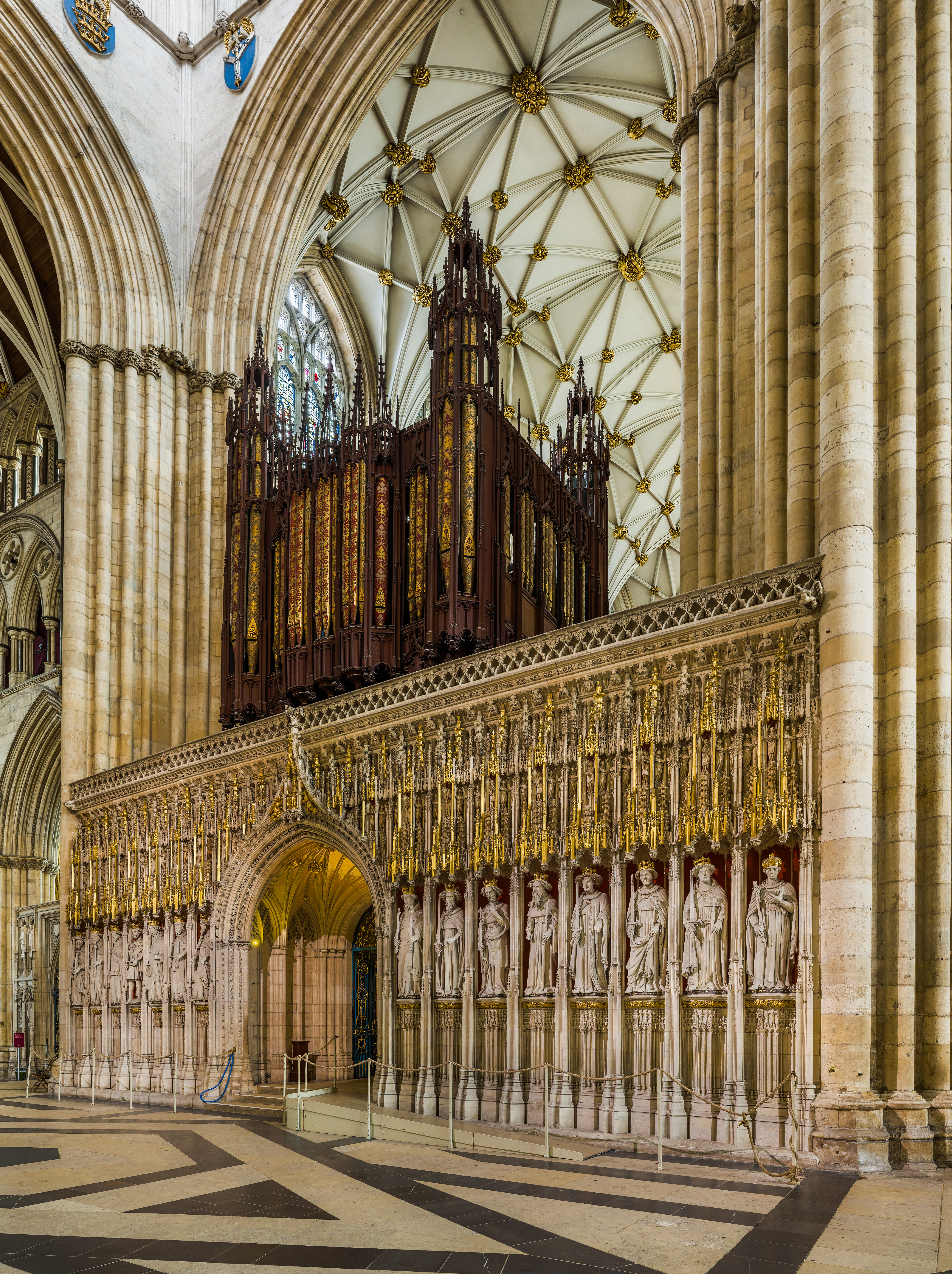
York Minster, Lettner
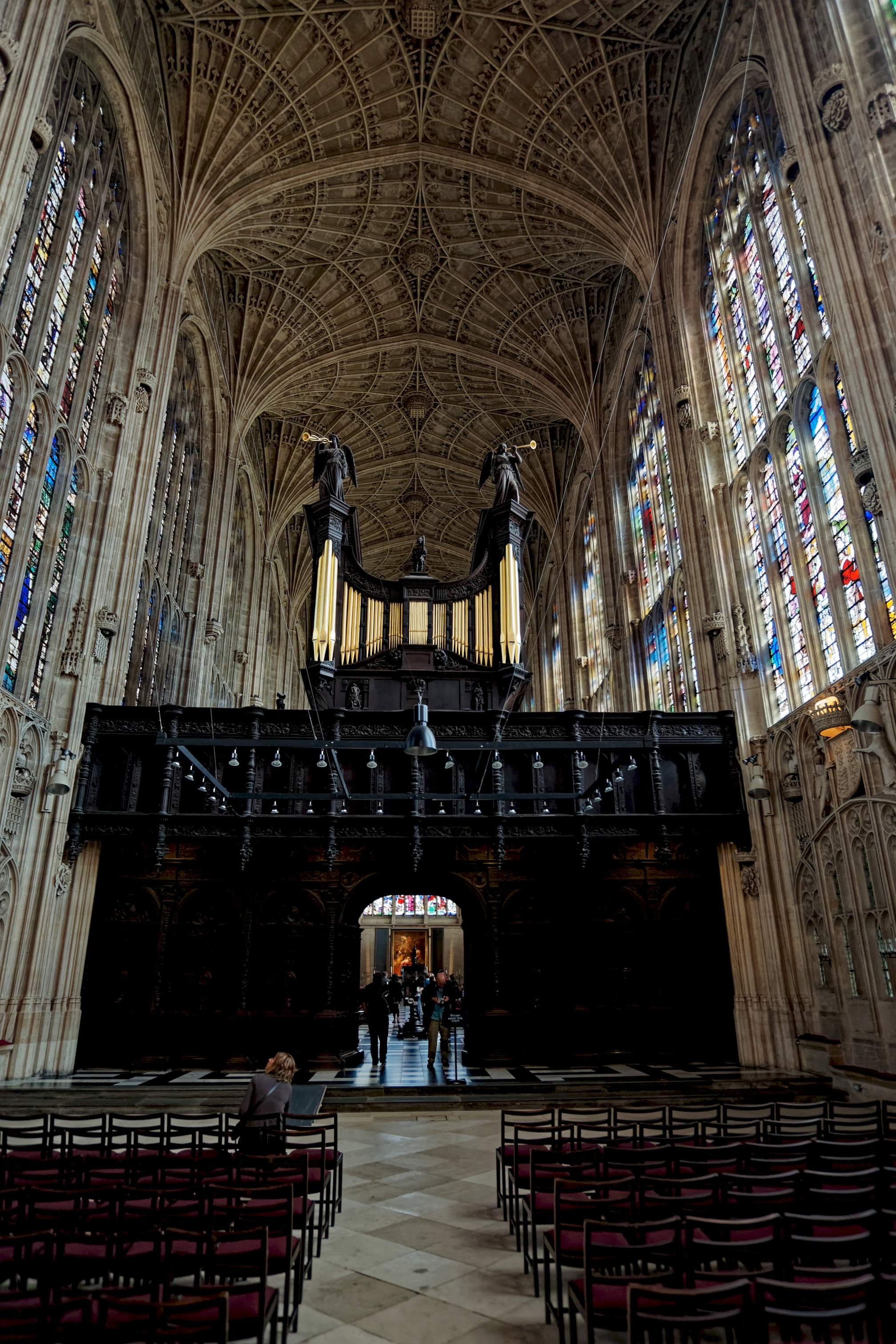
Cambridge, King’s College Chapel
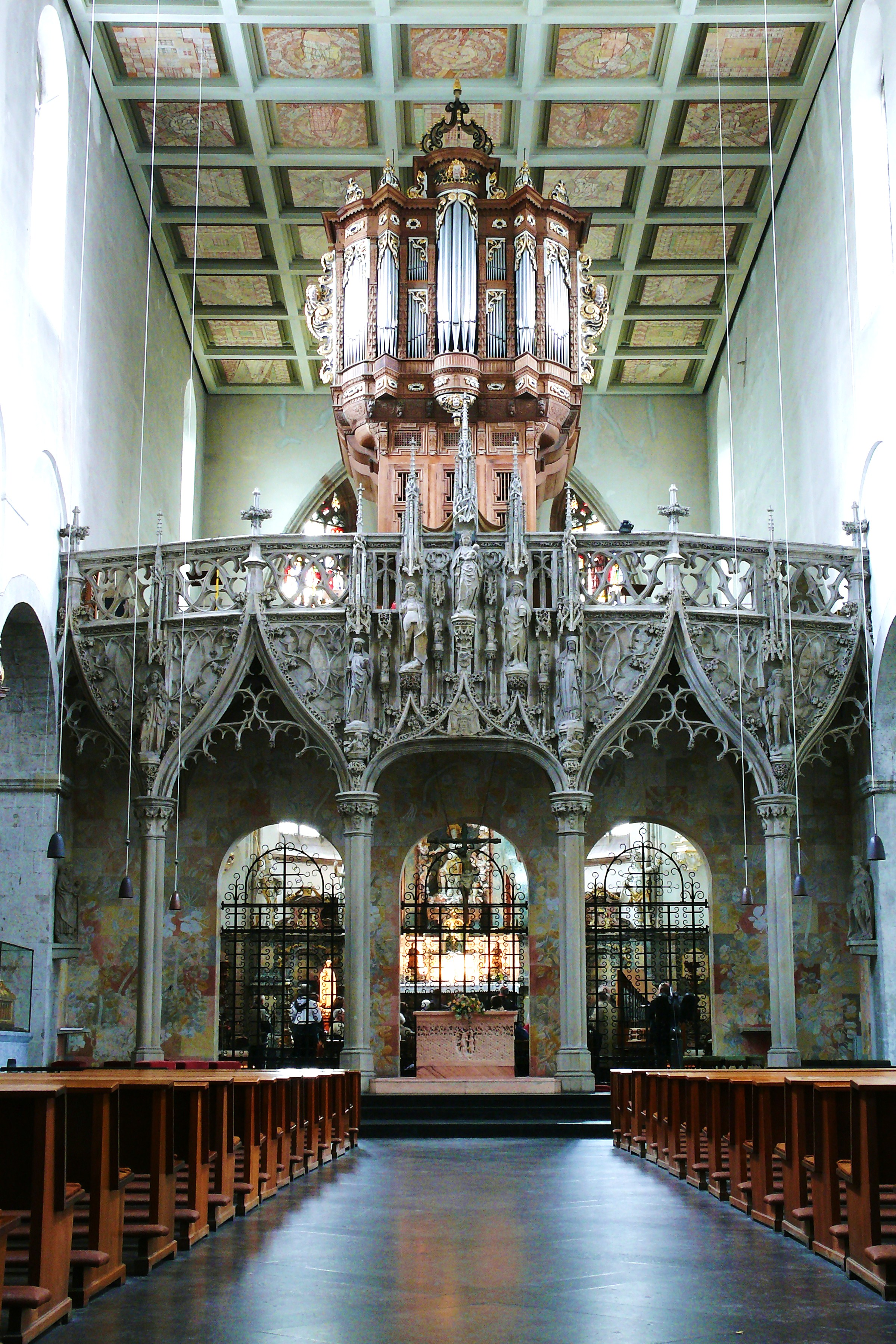
Gotischer Lettner in St. Pantaleon, Köln
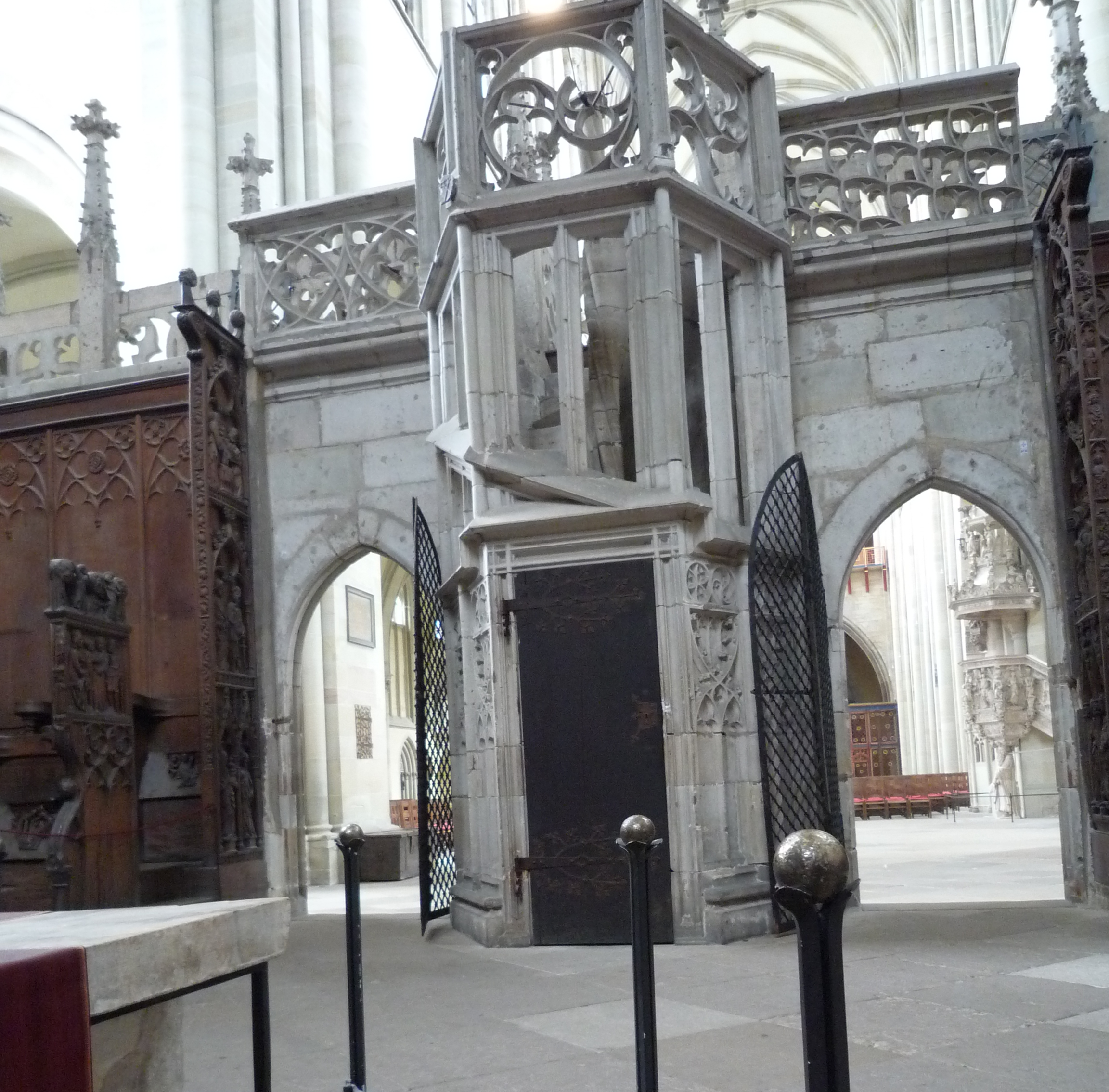
Treppe an der Chorseite des Lettners im Dom zu Magdeburg
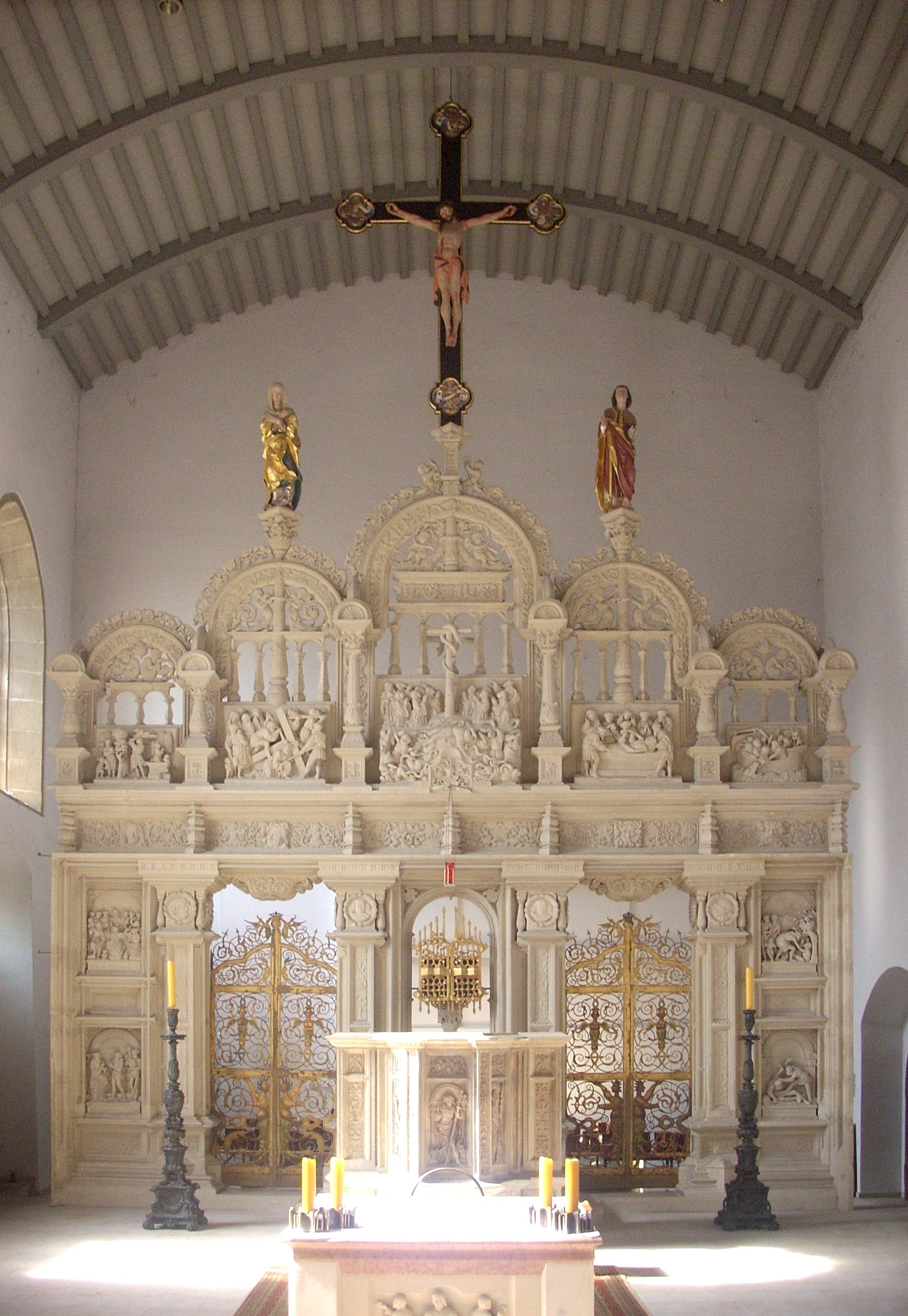
Hildesheimer Renaissancelettner
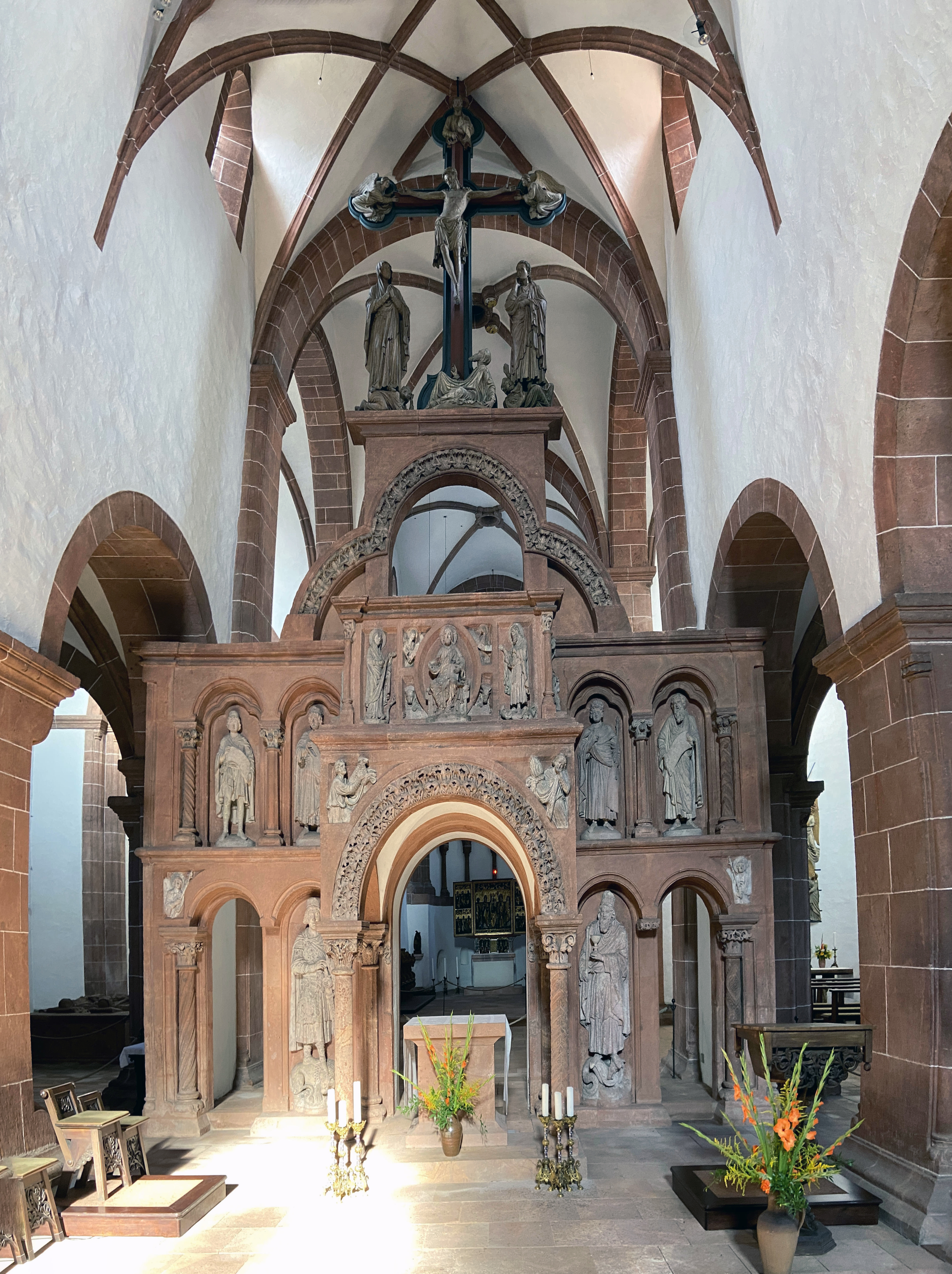
Lettner der spätromanischen Basilika Wechselburg (um 1230)

### Protestantismus

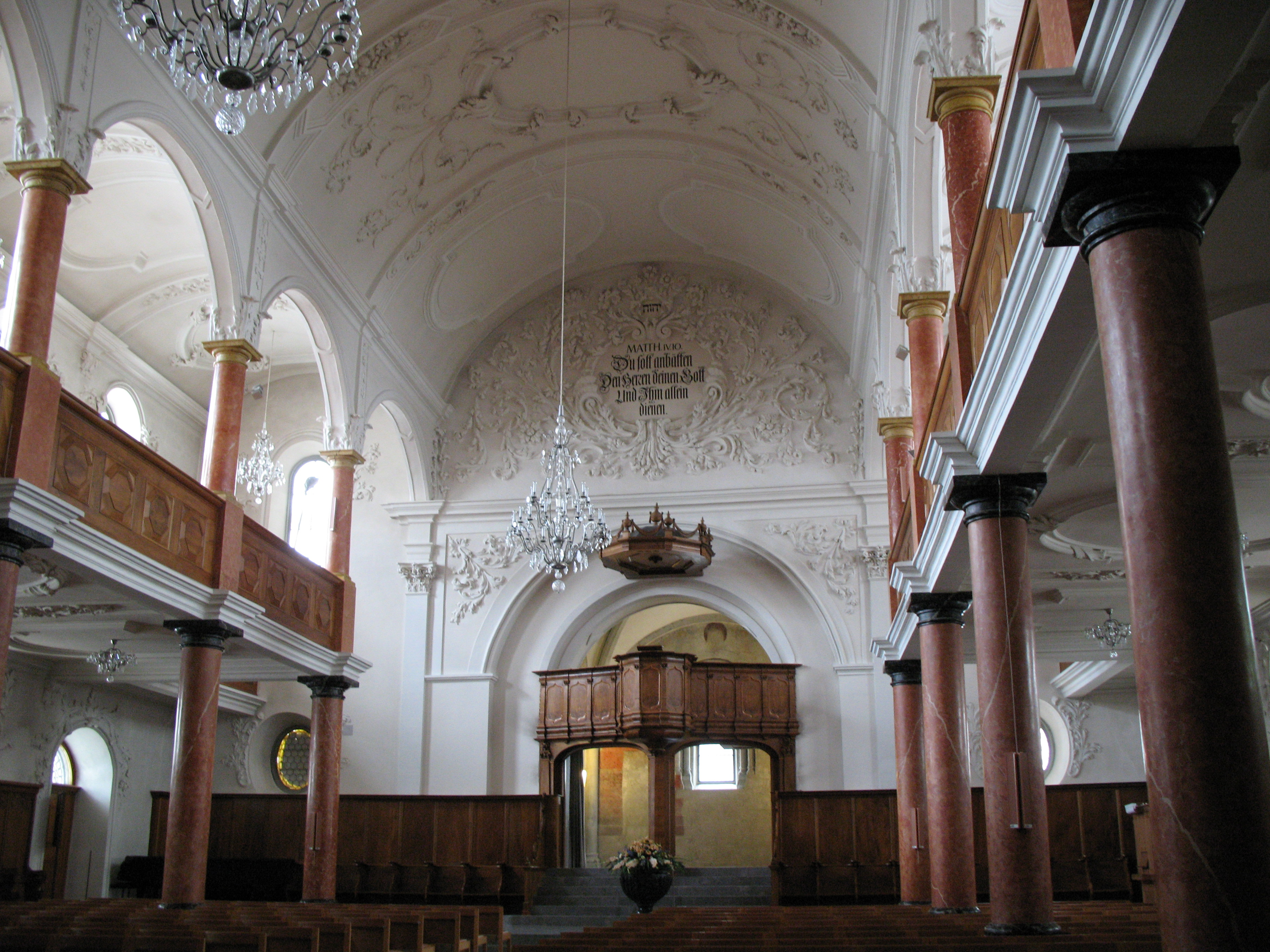
Kanzellettner in der reformierten Kirche St. Peter in Zürich

Im Protestantismus spielten andere Erwägungen eine Rolle bei der Entstehung von Lettnern, die den katholischen diametral entgegenstehen. Besonders bei reformierten Kirchenbauten, die aus dem Mittelalter stammten, wurde der Chorraum überflüssig. Um die Kanzel als neuen Mittelpunkt der Liturgie gut sichtbar zu positionieren und im Sinne des Allgemeinen Priestertums Pfarrer und Gemeinde näher zusammenzuführen, entstanden im Gefolge der Reformation vielfach Kanzellettner. Allerdings gab es auch protestantische Kirchen, in denen die Lettner noch Hunderte von Jahren nach der Reformation stehen blieben. So wurden die alten spätgotischen Lettner in den Hamburger Hauptkirchen St. Petri, St. Nikolai, St. Katharinen und St. Jacobi und die darauf befindlichen Plattformen in der Zeit von Telemann und Carl Philipp Emanuel Bach zum Musizieren genutzt.

## Ikonostasen
In Kirchen des byzantinischen Ritus finden sich als zentrales Ausstattungselement die Bilderwand oder Ikonostase. Sie wird oft fälschlich für einen Lettner gehalten, stellt aber eigentlich eine eigenständige Weiterentwicklung der frühchristlichen Abschrankungen (Templon) dar, auf die Ikonen aufgesetzt wurden.